# Zuidelijk Windmolenstelsel
Het Zuidelijk Windmolenstelsel M83 (Messier 83 / NGC 5236) is een spiraalvormig sterrenstelsel in het sterrenbeeld Waterslang (Hydra). Het stelsel is in 1751 ontdekt door Nicolas-Louis de Lacaille.
Het is een van de helderste sterrenstelsels aan de hemel, zichtbaar met een verrekijker, en staat op ongeveer 15 miljoen lichtjaar van de Aarde.